# Pardalot
Pardalot és el nom vulgar d'un grup d'ocells que formen el gènere Pardalotus, l'únic de la família dels pardalòtids (Pardalotidae), que pertany a l'ordre dels passeriformes. Són aus australianes, molt petites, de colors brillants, amb cues curtes i potes fortes i bec petit. Aquest gènere està format per quatre espècies. En classificacions anteriors, la família dels pardalòtids contenia més gèneres i espècies, que avui s'han situat a la família des acantízids (Acanthizidae).

## Taxonomia
- Pardalotus punctatus (Shaw, 1792) - pardalot tacat.
- Pardalotus quadragintus (Gould, 1838) - pardalot de Tasmània.
- Pardalotus rubricatus (Gould, 1838) - pardalot aladaurat.
- Pardalotus striatus (J. F. Gmelin, 1789)[2] - pardalot estriat.